# Ostitán 1.ª Sección (Ejido)
Ostitán 1.ª Sección es una localidad del municipio de Huimanguillo ubicado en la subregión de la Chontalpa del estado mexicano de Tabasco.

## Geografía
La localidad de Ostitán 1.ª Sección se sitúa en las coordenadas geográficas 17°45′37″N 93°24′50″O / 17.760278, -93.413889, a una elevación de 27 metros sobre el nivel del mar.

## Demografía
Según el Conteo de Población y Vivienda 2020, efectuado por el Instituto Nacional de Estadística y Geografía, la localidad de Ostitán 1.ª Sección tiene 476 habitantes, de los cuales 246 son del sexo masculino y 230 del sexo femenino. Su tasa de fecundidad es de 2.64 hijos por mujer y tiene 121 viviendas particulares habitadas.
| Gráfica de evolución demográfica de Ostitán 1.ª Sección entre 1910 y 2020 |
|                                                                           |
| INEGI.                                                                    |